# Salacia garcinioides
Salacia garcinioides är en benvedsväxtart som beskrevs av Henry Nicholas Ridley. Salacia garcinioides ingår i släktet Salacia och familjen Celastraceae. Inga underarter finns listade.